# Spessart (Ettlingen)
Spessart ist ein Stadtteil von Ettlingen mit rund 2800 Einwohnern und liegt am Rande des nördlichen Schwarzwaldes.

## Geschichte
Um das Jahr 1100 verließen einige Männer ihre Heimatgemeinde Ettlingen und fällten an der Stelle des heutigen Dorfes die ersten Eichen, aus denen sie ihre Gehöfte bauten. Von jeher benutzten die Spessarter den dichten Eichenwald, um ihre Schweine darin weiden zu lassen. Daher rührt wahrscheinlich auch der Spitzname “Eber” für die Spessarter, wobei es auch noch andere Deutungen gibt. Sie nannten die erste Siedlung, die von Eichen- und Buchenwald umgeben war, in dem man häufig das Hämmern der Grün- und Buntspechte hören konnte, Spechteßhard = Spechtwald. Der Name ändert sich noch des Öfteren, bis zum heutigen Spessart.
Politisch gesehen gehörte die Gegend, in der die ersten Spessarter den Wald rodeten, zum fränkischen Ufgau, der von der Oos bis zur Alb reichte. Grundherren des Spechtwaldes waren die Grafen von Eberstein. Landesherr war der jeweilige Markgraf von Baden. Im Laufe von 100 Jahren wuchs die kleine Siedlung im Spechtwald zu einem Dorf. Markgraf Friedrich II gab im Jahre 1292 dem Kloster Herrenalb zwei Mühlen bei Fürstenzell mit dem Bannrecht über verschiedene Orte, darunter auch Spessart mit allen Rechten, Nutzen und Freiheiten. In dieser Schenkungsurkunde ist Spessart = Spehshart geschrieben, was die erste urkundliche Erwähnung der Ortschaft ist.
Im 12. und 13. Jahrhundert hatten verschiedene Adelsgeschlechter aus der umliegenden Gegend Güter erworben. So in Spessart die Herren von Remchingen und Öwisheim. Bekannter wurden drei andere Geschlechter in der Geschichte Spessarts: die Herren von Rüppurr, von Upstadt und von Roßwag. Diese Geschlechter teilten sich im 13. Jahrhundert den Besitz von Spessart. Das Dorf war inzwischen größer geworden und besaß eine eigene Vogtei. Die eine Hälfte des Dorfes war in den Händen der Herren von Ubstadt, und von diesen hatten es die Herren von Rosswag zu Lehen. Dazu besaß das Kloster Hirsau einen Hof in Spessart, der später noch immer das Hirsaugut genannt wurde. Das blieb so bis zum Jahre 1294, als die genannten Herren ihren Besitz an das Kloster Frauenalb verkauften. So wurde Spessart Klosterdorf bis zur Säkularisation im Jahre 1803. Volle 500 Jahre war es eines der Klosterdörfer, die zum Klostergebiet oder Klosteramt mit allen Gütern, Leuten, Rechten und Zubehörden gehörten. Die Äbtissin war somit rechtmäßige Herrin des Dorfes; das Klosterwappen ist noch heute an der Zehntscheune (Hauptstraße 42) zu sehen.
In früheren Jahren gab es nur wenige militärische Ereignisse in Spessart. Den Bauernkrieg 1525 machte aber auch vor der Klosterpforte nicht halt. Schlimmer war es im Dreißigjährigen Krieg (1618–1648) und in den Kriegen des französischen Königs Ludwig XIV. Die Kriege des 17. und 18. Jahrhunderts brachten Not und Armut in die Region. So etwa, der Spanische gefolgt vom Polnischen Erbfolgekrieg. Spuren davon sind bis heute die Ettlinger Linie sichtbar (Schanzen im oberen Wald). Alle diese Kriege haben in Spessart verheerend gewirkt. Die Einwohnerzahl sank beträchtlich.
Im Jahre 1802 gab das Kloster Frauenalb der Gemeinde eine eigene Pfarrei, 1803 wurde Spessart badisch. Im September 1966 konnte das 700-jährige Bestehen der politischen Gemeinde feierlich begangen werden. 1972 stimmten die Spessarter für eine Eingemeindung nach Ettlingen. Seit dem 1. März 1972 ist Spessart ein Stadtteil der großen Kreisstadt Ettlingen.

## Spessart heute

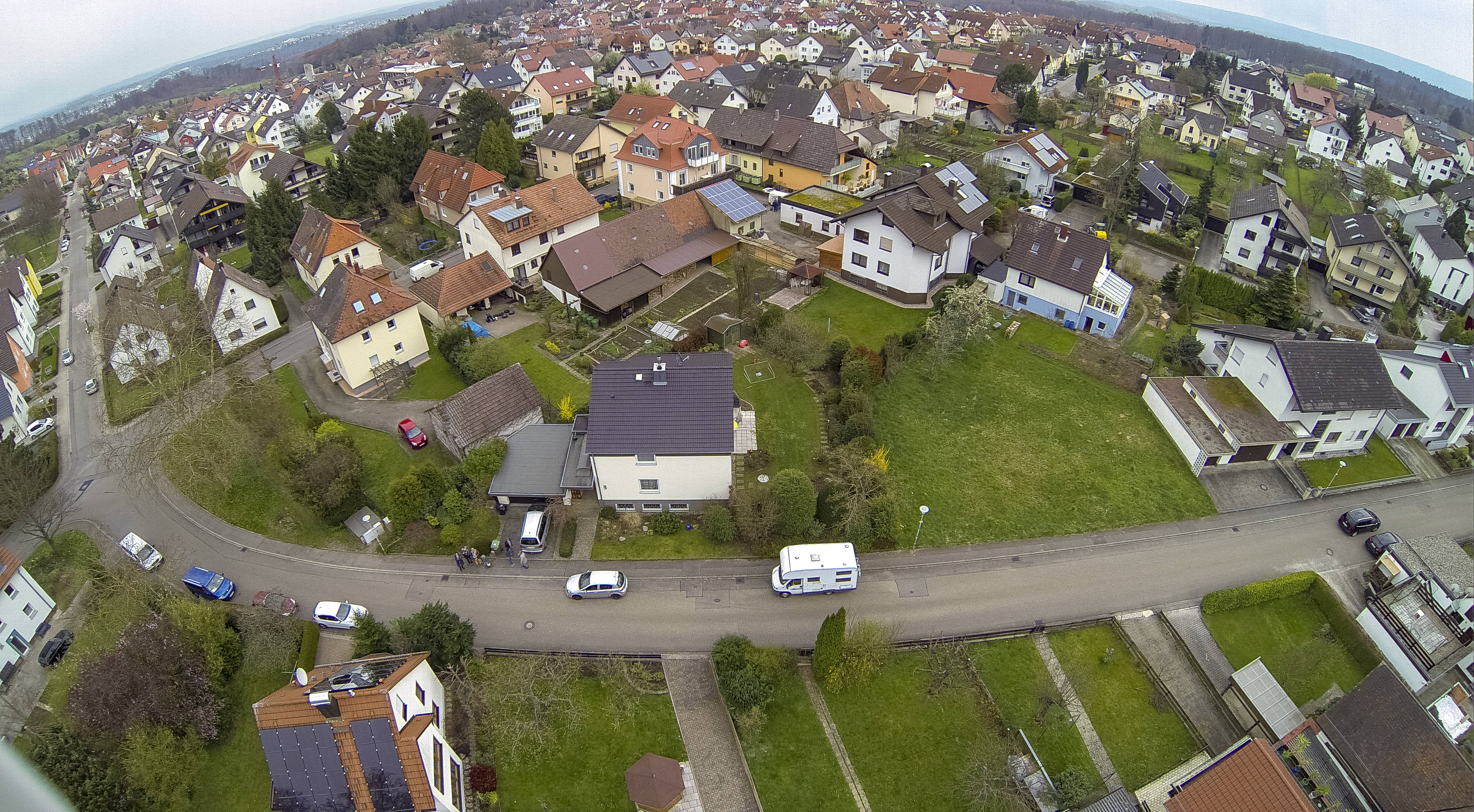
Luftbild vom westlichen Ende des Ortes in östlicher Richtung

Spessart hat sich im Laufe der Zeit zum Industriearbeiterdorf entwickelt. Viele Einwohner Spessarts pendeln, bis heute, täglich in die Städte Ettlingen oder Karlsruhe.
Daneben ist Spessart (gemeinsam mit den umliegenden Ortschaften) ein beliebtes Naherholungsgebiet geworden. Bei einer Fahrt durchs Dorf fallen insbesondere die abwechslungsreichen und gepflegten Vorgärten sowie die blumengeschmückten Häuser auf. Hierfür hat Spessart auch sehr erfolgreich am Bundes- und Landeswettbewerb „Unser Dorf soll schöner werden“ teilgenommen. Die vielen Spazier- und Wanderwege im nahegelegenen Wald werden von den Besuchern gerne genutzt.
Das heutige Ortsbild hat sich wesentlich verändert. Neue Baugebiete wurden erschlossen, so dass Spessart heute auf ca. 3000 Einwohner angewachsen ist. Zum Vergleich: 1971 waren es 1700 Einwohner.
Inzwischen verfügt der Ort über einen Kindergarten sowie eine Grundschule. Es gibt eine Kindergrippe des Tageseltern-Vereins Ettlingen. Des Weiteren besteht eine moderne Kirche, wobei die heutige Ortsverwaltung sich in der kleinen, vormaligen Spessarter Kirche befindet. Hinter der Schule wurde für Veranstaltungen ein Festplatz mit nutzbaren Skaterplatz angelegt. Seitlich davon gelegen entstand ein Gewerbegebiet mit Supermarkt, welcher im Frühjahr 2005 eröffnet wurde. Für die örtlichen Vereine steht ein Vereinsheim zur Verfügung, außerdem hat sich der Turn- und Sportverein Spessart am Waldrand eine Sportanlage geschaffen.

## Politik
Mit der Kommunalwahl am 25. Juni 2014 wurde auch der Ortschaftsrat Spessart neu gewählt, hierbei ging die CDU als stärkste Fraktion hervor. Sie gewann sieben der insgesamt zehn Sitze. Ein Sitz gingen an die SPD und zwei an die Grünen.
Ortsvorsteherin ist seit September 2004 Elke Werner (CDU).
Durch die unechte Teilortswahl war Spessart mit zwei Stimmen im Ettlinger Gemeinderat vertreten, bis diese kommunalpolitische Sonderregelung von der Stadt Ettlingen im Oktober 2007 abgeschafft wurde. Am 27. April 2008 wurde in Ettlingen ein Bürgerentscheid zum Fortbestand der unechten Teilortswahl durchgeführt, der von den Spessarter Wählern zu über 80 Prozent mit „Ja“ beantwortet wurde. Über die Gesamtzahl der Wahlberechtigten erreichte der Entscheid aber nicht das notwendige Quorum, sodass die unechte Teilortswahl abgeschafft blieb. In diesem Zusammenhang war befürchtet worden, dass zukünftig keine Spessarter mehr in den Gesamtrat kämen. Dies bestätigte sich nicht, nach dem Ortsvorsteherin Elke Werner und ihr Erster Stellvertreter Rolf Deckenbach mit guten Ergebnissen erneut in den Gemeinderat gewählt wurden.

## Vereine

### Carnevalverein Spessarter Eber
Der bekannteste Verein Spessarts ist der Faschingsverein „Spessarter Eber“. Gegründet im Jahre 1987 zählt er heute zu den bekanntesten Karnevalsvereinen im Schwarzwald. Die „Spessarter Eber“ veranstalten den „Spessarter Nachtumzug“.

### DRK-Ortsverein Spessart
Der DRK-Ortsverein in Spessart besteht seit 1960 und unterhält neben der Sanitätsbereitschaft und dem Jugendrotkreuz auch eine Notfallhilfe.

### Freiwillige Feuerwehr Spessart
Die Freiwillige Feuerwehr Spessart wurde am 8. März 1925 im Gasthof „Strauß“ unter der Leitung des damaligen Bürgermeisters Wendelin Weber, der auch zum ersten Feuerwehrkommandanten gewählt wurde, gegründet. Der Feuerwehr gehörten zum Gründungszeitpunkt 60 aktive Feuerwehrangehörige an. Anlass zur Gründung einer Freiwilligen Feuerwehr in Spessart war der Brand des alten Rathauses am 15. April 1919, bei dem u. a. der Turm der ehemaligen Kirche ein Raub der Flammen wurde.
Die aktive Wehrmannschaft der Feuerwehr Spessart besteht momentan aus 32 Feuerwehrangehörigen.
Seit der Eingemeindung Spessarts in die Stadt Ettlingen ist die Feuerwehr Spessart eine Abteilung der Feuerwehr Ettlingen.

### Gesangverein Germania Spessart 1884 e. V.
Der älteste Verein Spessarts besteht aus fünf Chorgruppen (Frauen-, Männer-, Jugend-, Kinderchor und Vokalensemble) mit ca. 140 aktiven Sängern. Seit dem Schuljahr 2005/2006 arbeitet der Verein mit der Spessarter Schule zusammen.

### Musikverein „Frohsinn“ Spessart
Am 30. August 1903 gründeten zwölf Musiker den Musikverein „Frohsinn“ Spessart. Heute zählt der Verein über 400 aktive und passive Mitglieder. Eng verbunden ist der Musikverein „Frohsinn“ mit dem Musikverein des jenseits der Alb gelegenen Dorfes Etzenrot: So helfen sich die Vereine gegenseitig an den jeweils schwach besetzten Registern aus, indem Musiker das Ensemble des jeweils anderen verstärken.

### Obst- und Gartenbauverein
Der Obst und Gartenbauverein hilft seit über 100 Jahren bei Fragen rund um die Themen Gartenbau und Obstanbau. 

### Turn- und Sportverein „TSV Spessart“
Der rund 850 Mitglieder zählende Verein wurde am 20. Juli 1913 gegründet und verfügt am Waldrand gelegen über einen Hartplatz mit Flutlichtanlage und zwei Rasenplätzen. Diese dienen der 1928 gegründeten Fußballabteilung. Im Vereinsheim, der TSV-Waldgaststätte, ist die Kegelabteilung des Vereins beheimatet. Die restlichen Abteilungen bilden Turnen und Schwimmen.

## Sehenswürdigkeiten
Das Wahrzeichen von Spessart ist der zentral gelegene Eberbrunnen.
Ebenfalls sehenswert ist das Spessarter Rathaus.
Überregional bekannt ist Spessart für seinen alljährlich stattfindenden Nachtumzug am Freitag nach dem schmotzigen Donnerstag. Diese Fasnachts-Veranstaltung zieht rund 35.000 Besucher an.

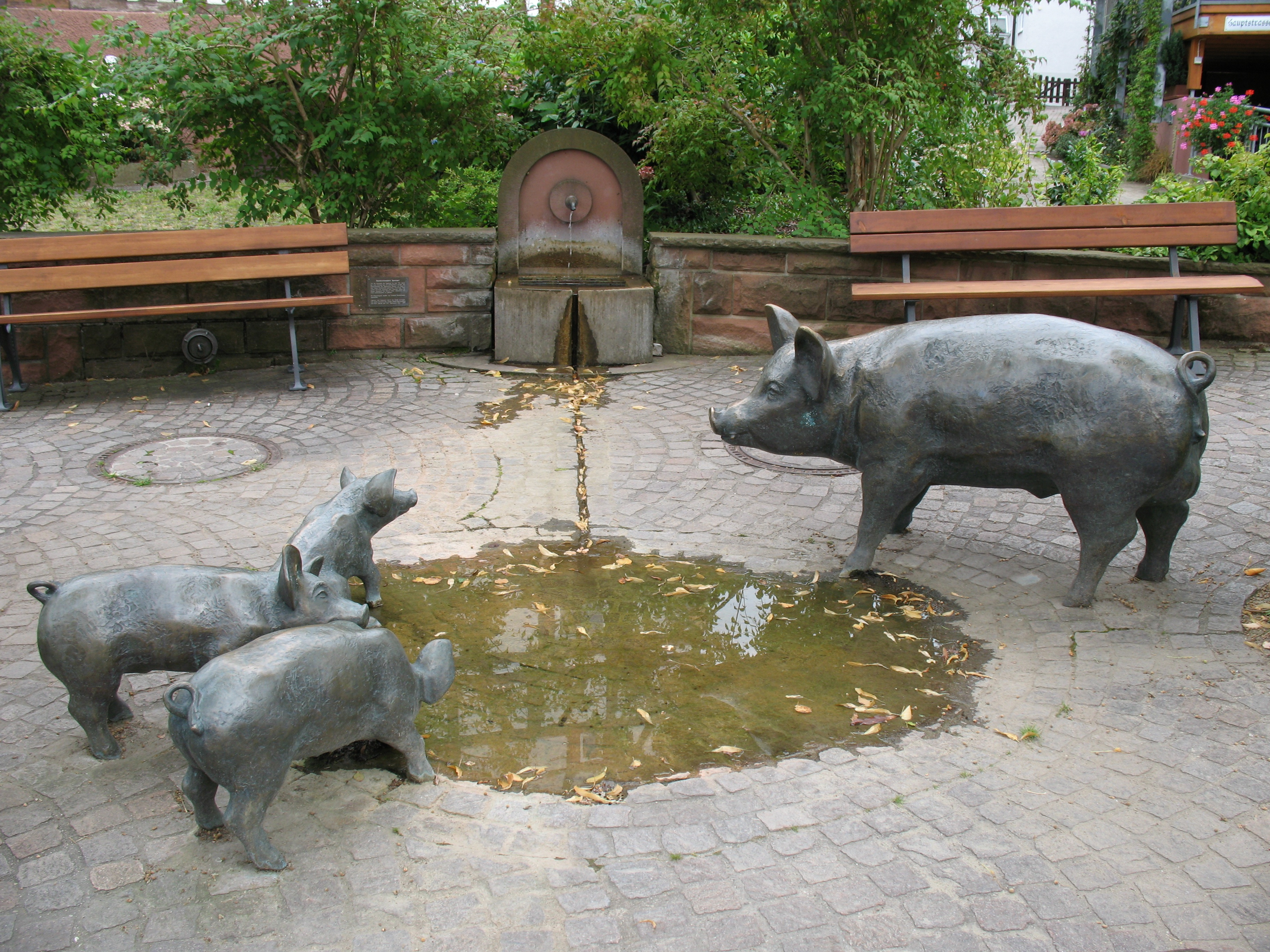
Eberbrunnen
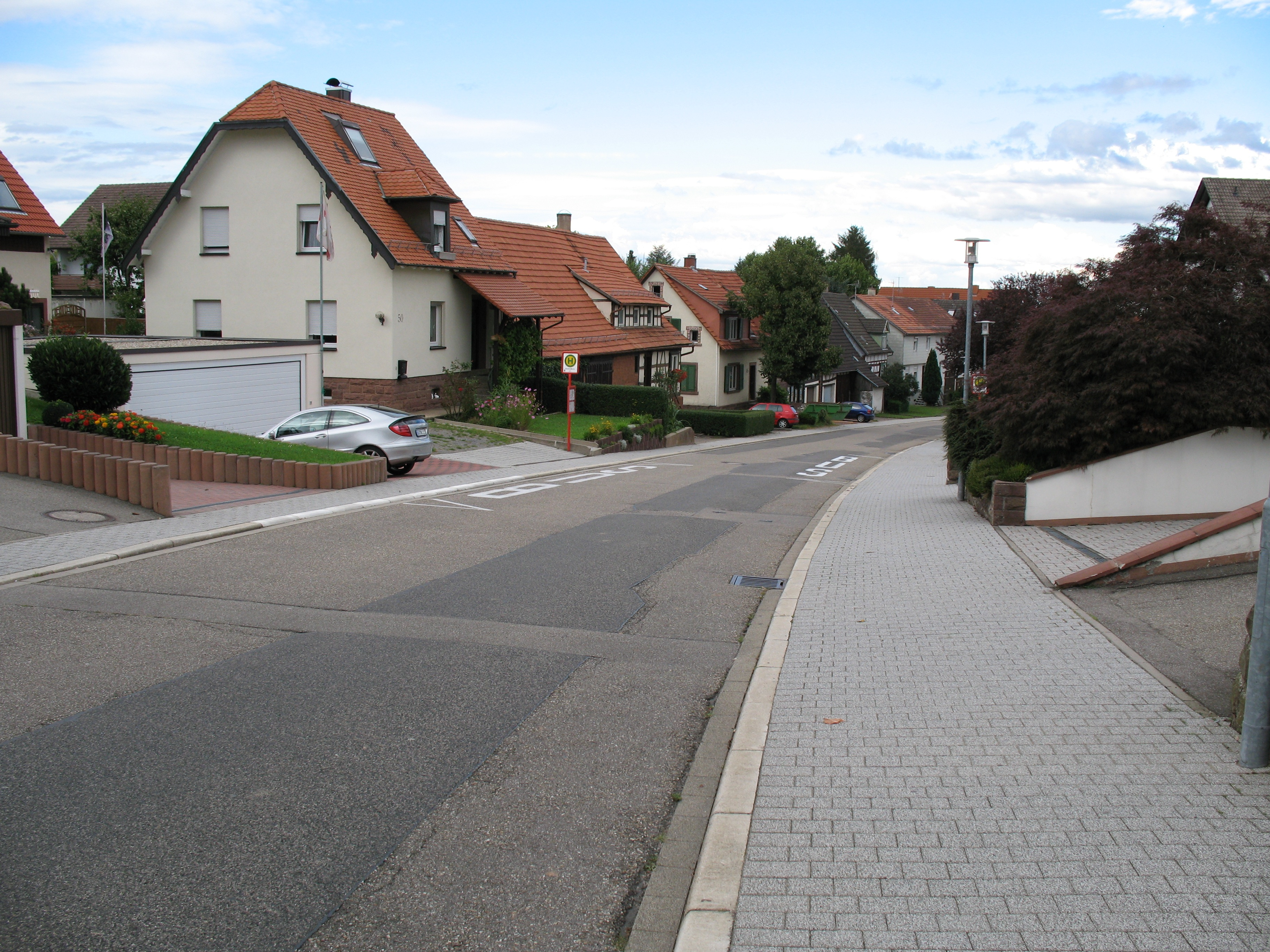
Hauptstraße
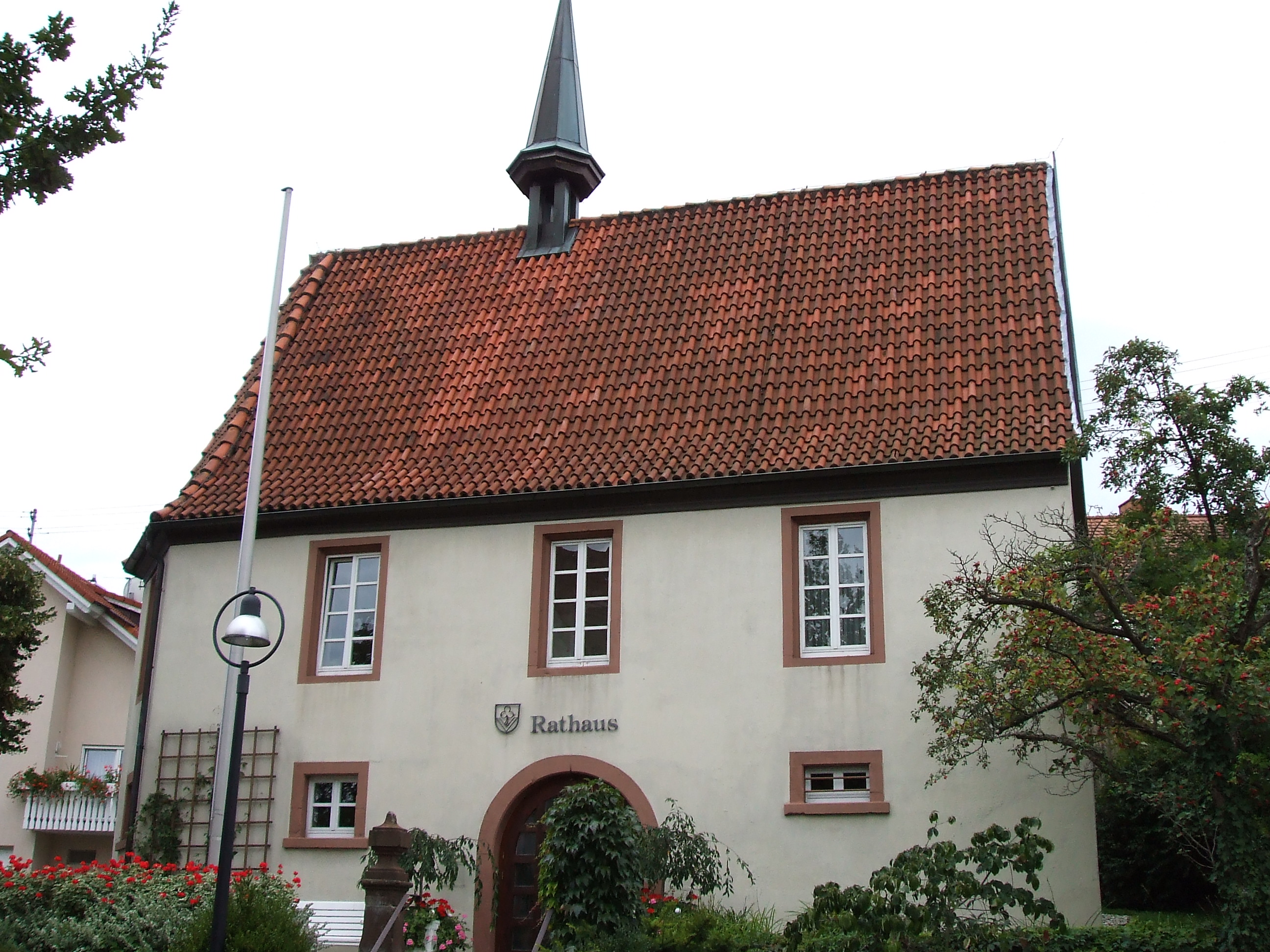
Rathaus
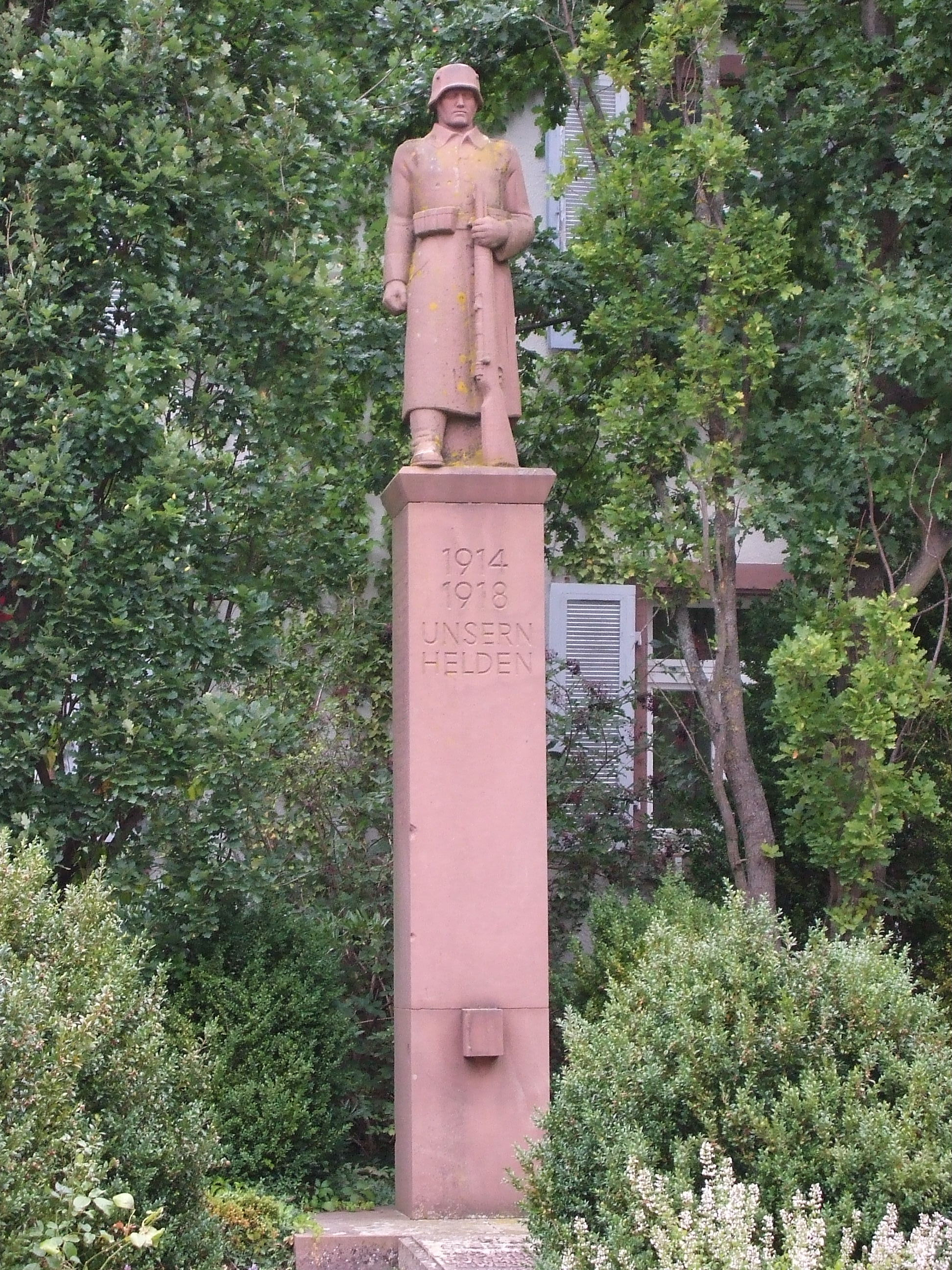
Gefallenendenkmal für die Opfer des Ersten Weltkriegs
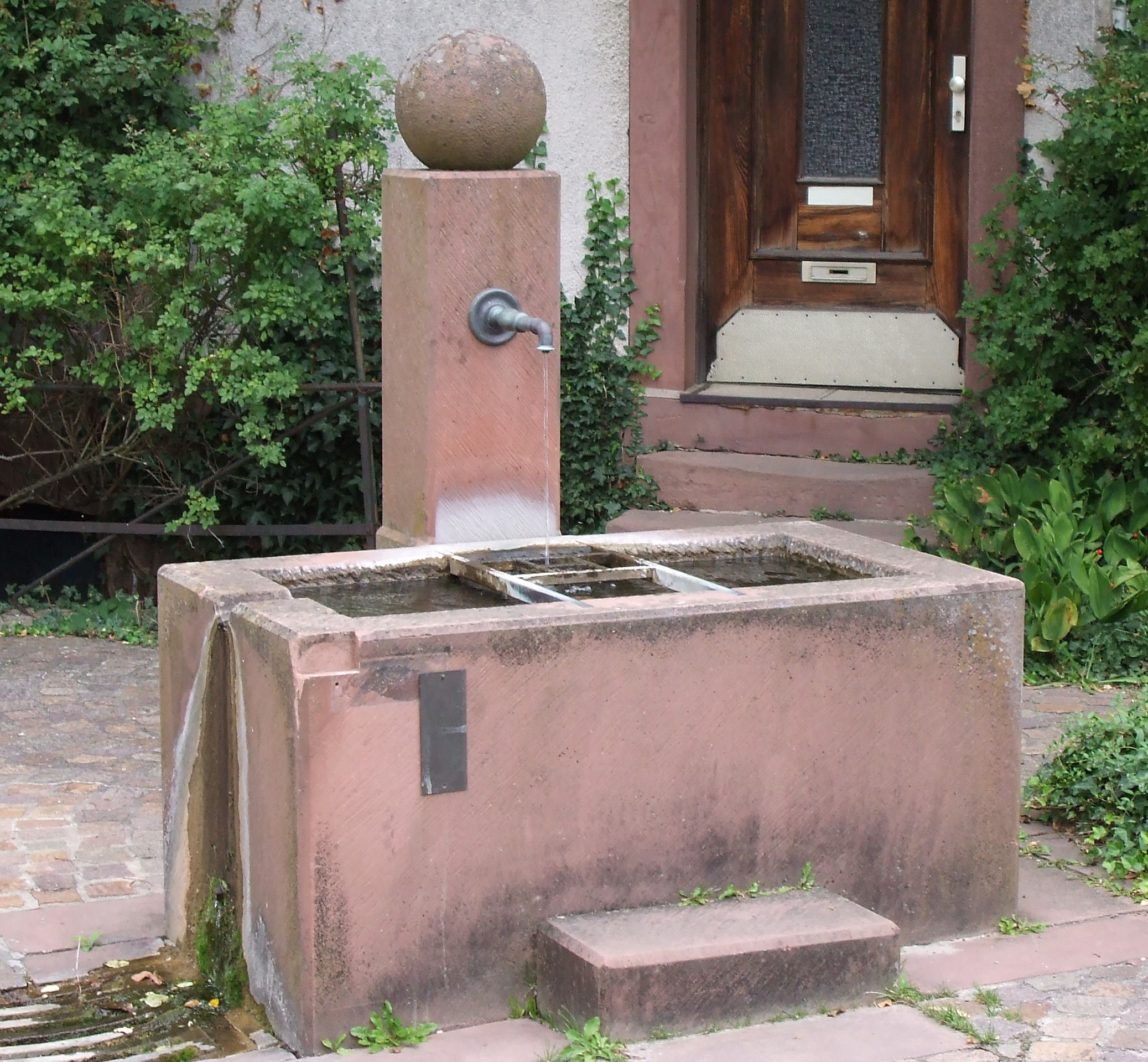
Dorfbrunnen
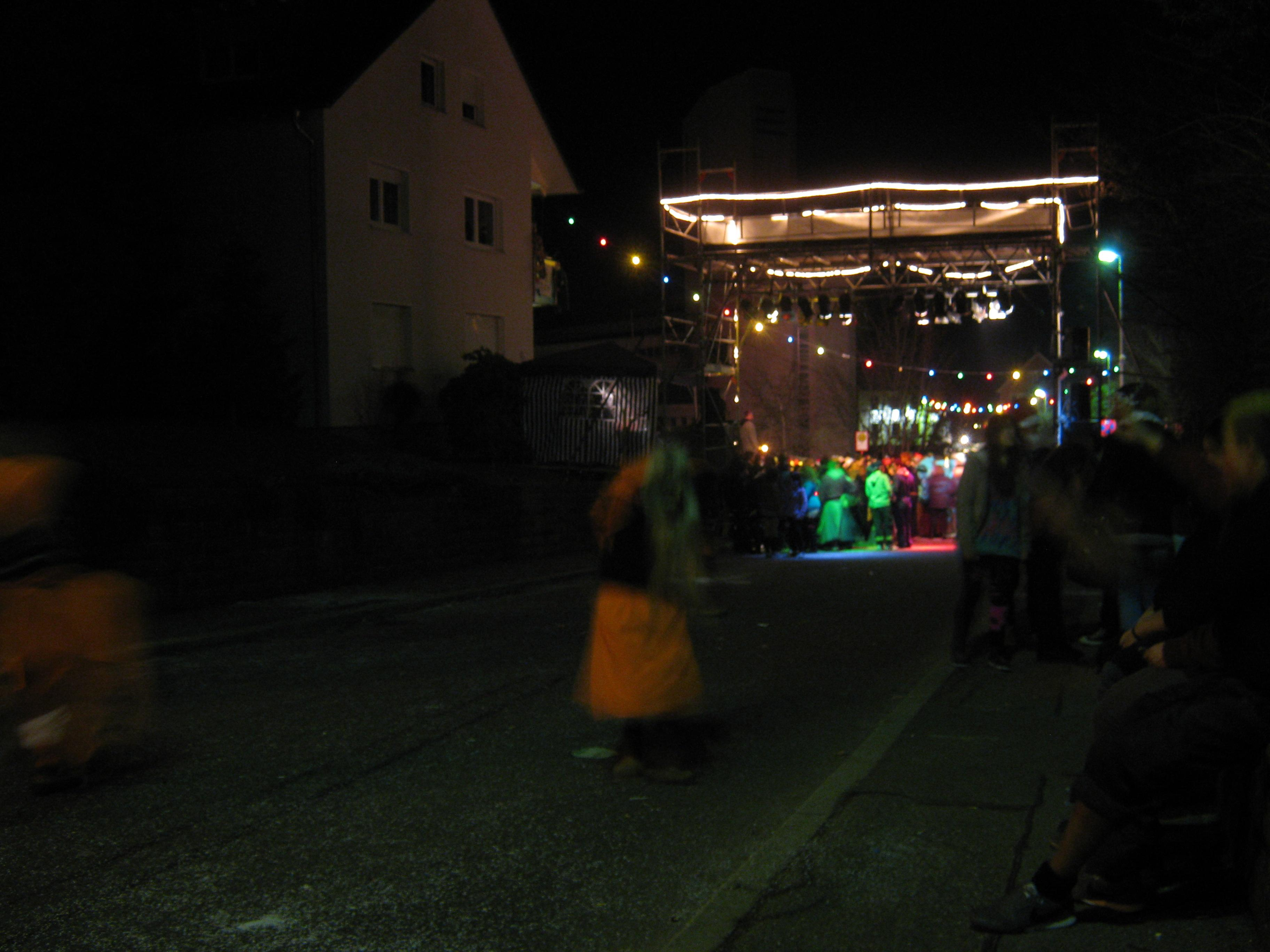
Narrentor auf dem Nachtumzug
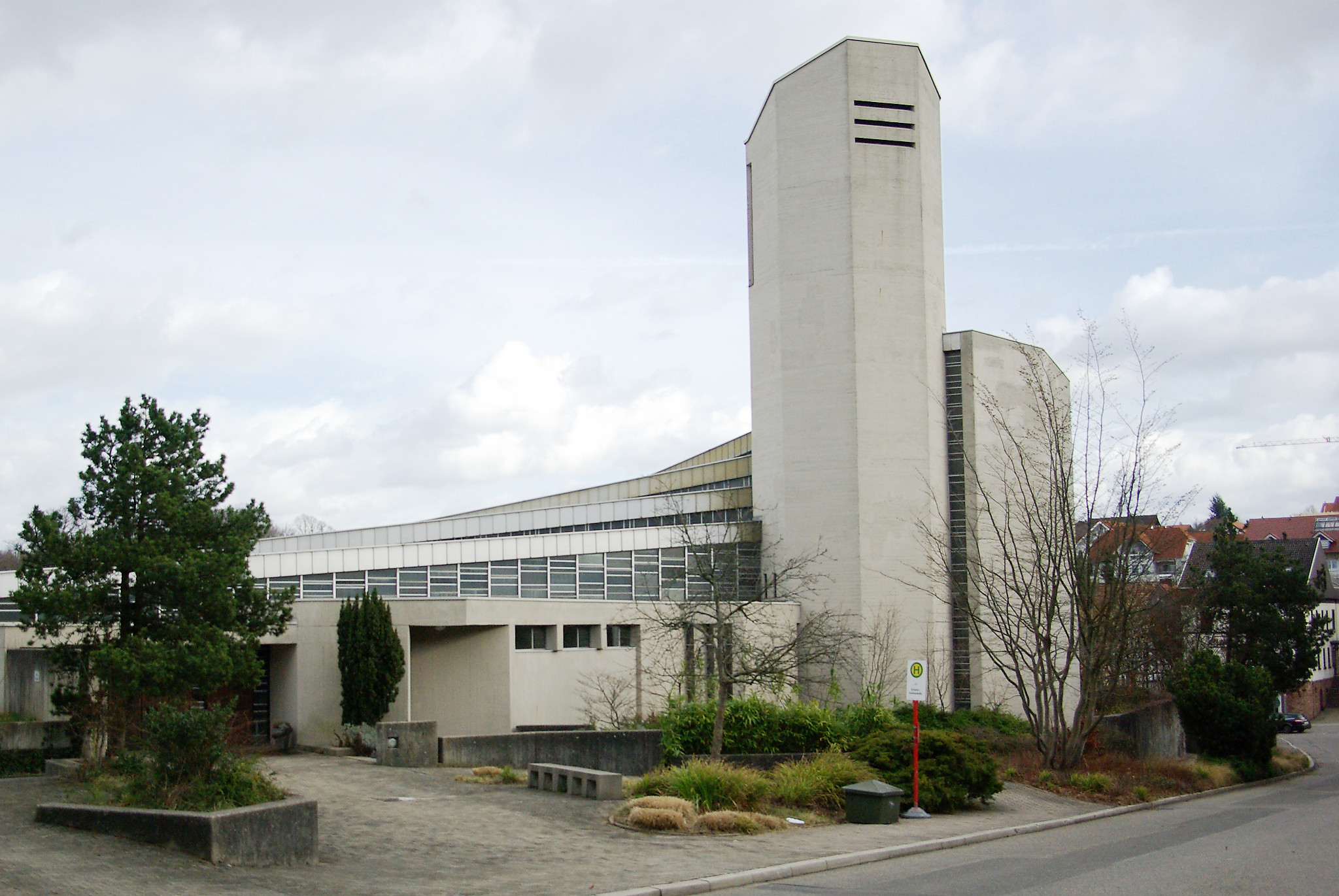
kath. Kirche St. Antonius

## Verkehr
Spessart wird von den Bussen des Karlsruher Verkehrsverbundes, Linie 101, bedient. Die vier Bushaltestellen im Ort (plus eine weitere an der Ortsgrenze) werden etwa halbstündig angefahren, zu Stoßzeiten (Anfang und Ende des Schulunterrichts) häufiger.